# Трис-боратний буфер
Трис-боратний буфер (англ. Tris/Borate/EDTA, TBE) — буферний розчин, що містить трис-(гідроксиметил)-амінометан (трис), борну кислоту й етилендіамінтетраоцтову кислоту з pH близько 8 або трохи вище,.